# Colonia Aelia Capitolina
Aelia Capitolina (per esteso Colonia Aelia Capitolina) era una colonia romana, costruita sotto l'imperatore Adriano sul sito di Gerusalemme, che era in rovina in seguito all'assedio del 70 d.C., che portò in parte alla rivolta di Bar Kokhba del 132-136 d.C. Aelia Capitolina rimase il nome ufficiale di Gerusalemme fino al 638 d.C., quando gli arabi conquistarono la città e mantennero la prima parte di essa come 'إلياء' (Iliyā').

## Nome
Aelia proveniva dal nome gentilizio di Adriano, Aelia, mentre Capitolina significava che la nuova città era dedicata a Giove Capitolino, al quale fu costruito un tempio sul sito dell'ex tempio ebraico, il Monte del Tempio. Dal nome latino Aelia, inoltre, deriva l'antico termine arabo Iliyā' (إلياء), un nome islamico del VII secolo per Gerusalemme.

## Fondazione
Gerusalemme, dopo essere stata ricostruita da Erode, era ancora in rovina dopo l'assedio decisivo della città, durante la prima guerra ebraico-romana nel 70 d.C.. Flavio Giuseppe - storico contemporaneo ed apologista del giudaismo, nato a Gerusalemme e combattente con i romani in quella guerra - riferisce che "Gerusalemme... fu così profondamente rasa al suolo da coloro che la demolirono fino alle sue fondamenta, che non rimase nulla che potrebbe mai convincere i visitatori che un tempo era stato un luogo di residenza". Il Talmud (Makkot) racconta di Rabbi Akiva e di molti altri saggi che visitano le rovine di Gerusalemme e si lamentano di vedere una volpe scappare da quello che era stato il Sancta Sanctorum del Tempio - il che implica che, sebbene Gerusalemme fosse in rovina, i suoi principali punti di riferimento potevano ancora essere riconosciuti. Quando l'imperatore romano Adriano promise di ricostruire Gerusalemme dalle macerie del 130 d.C., pensò di ricostruire Gerusalemme come un dono per il popolo ebraico. Gli ebrei attesero con speranza, ma poi dopo Adriano visitò Gerusalemme, ma fu scoraggiato dal farlo da un Samaritano. Decise quindi di ricostruire la città come una colonia romana che sarebbe stata abitata dai suoi legionari. La nuova città di Adriano doveva essere dedicata a se stesso e ad alcune divinità romane, in particolare a Giove Capitolino.
La rivolta ebraica di Bar Kokhba, che impegnò i romani per tre anni per sopprimerla, fece infuriare Adriano, e divenne determinato a cancellare l'ebraismo dalla provincia. La circoncisione fu vietata, la provincia Iudaea fu ribattezzata Siria Palestina e gli ebrei espulsi dalla città. C'è una controversia sul fatto che i decreti anti-ebraici abbiano seguito la rivolta di Bar Kokhba o l'abbiano preceduta e siano stati effettivamente la causa della rivolta.
Infatti, in seguito alla rivolta di Bar Kokhba, l'imperatore Adriano ribattezzò la provincia di Giudea con il nuovo nome di  Palestina, dispensando il nome di Giudea e venne unita alla provincia di Siria. La città fu ribattezzata "Aelia Capitolina" e ricostruita secondo lo stile di una tipica città romana. Agli ebrei era proibito entrare in città pena la morte, tranne che per un giorno all'anno, durante la festività di Tisha B'Av. Prese insieme, queste misure (che colpirono seppure solo parzialmente anche i cristiani ebrei, che non avevano partecipato alla rivolta) hanno essenzialmente "secolarizzato" la città. Per gli Ebrei Il divieto fu mantenuto fino al VII secolo, mentre nel IV secolo l'imperatore romano Costantino I ordinò la costruzione di luoghi santi cristiani nella città, fra questi la basilica del Santo Sepolcro. I resti delle sepolture dal periodo bizantino sono esclusivamente cristiani, suggerendo che la popolazione di Gerusalemme in epoca bizantina probabilmente era costituita da soli cristiani.

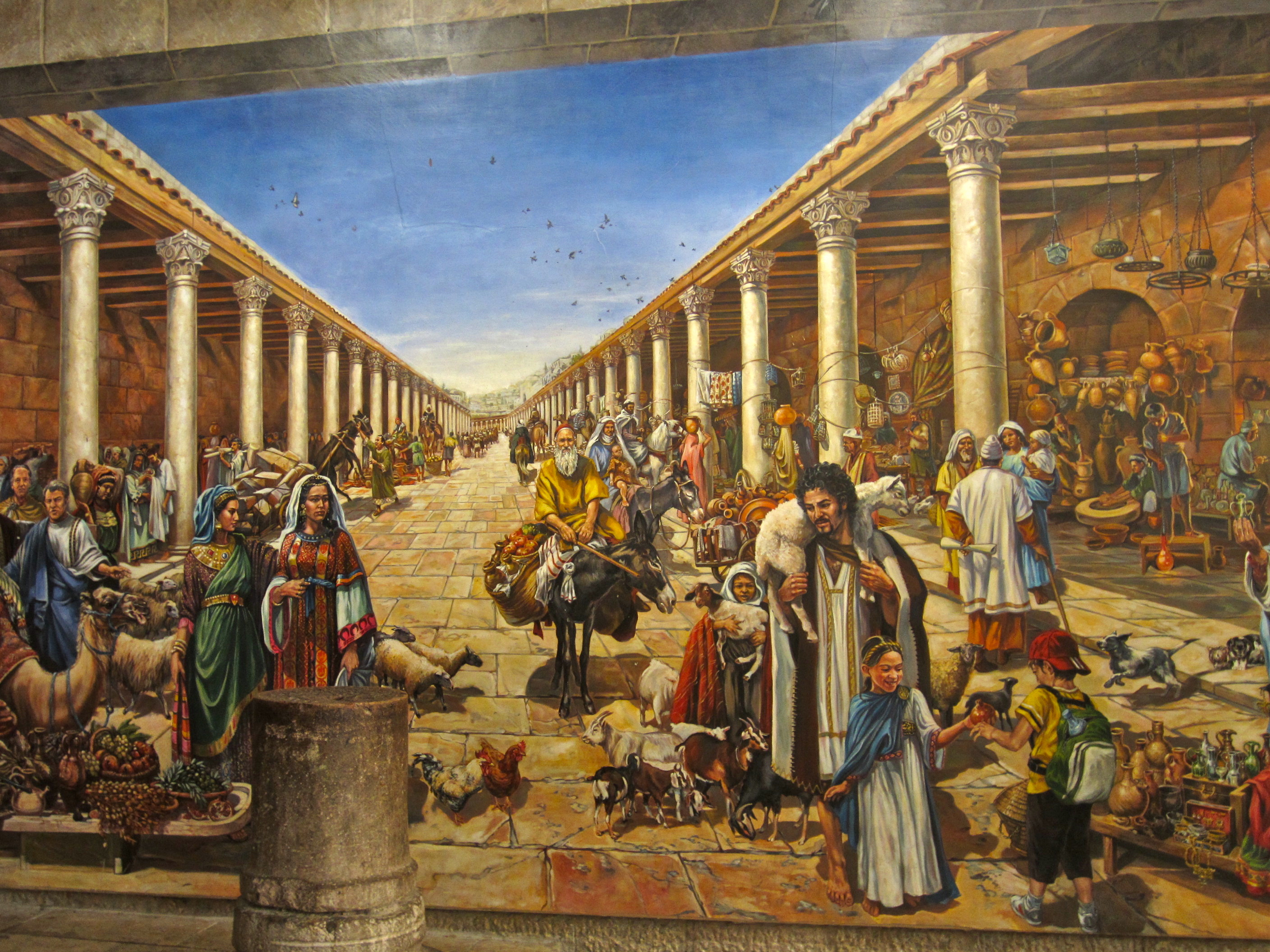
Murale di Gerusalemme raffigurante il Cardo in epoca bizantina

Nel V secolo, la continuazione orientale dell'impero romano, governata dal Costantinopoli, ribattezzata di recente, mantenne il controllo della città. Nel giro di pochi decenni, la città passò dal dominio bizantino a quello persiano, per poi tornare al dominio romano-bizantino. Dopo l'inizio del VII secolo il sasanide Cosroe II si spinse attraverso la Siria, i suoi generali Shahvaraz e Shahin attaccarono Gerusalemme (in persiano: Dej Houdkh) aiutata dagli ebrei della Palestina Prima, che si erano ribellati contro i Bizantini.
Nell'assedio di Gerusalemme del 614 d.C., dopo 21 giorni di implacabile guerra d'assedio, Gerusalemme fu catturata. Le cronache bizantine raccontano che i Sasanidi e gli ebrei massacrarono decine di migliaia di cristiani nella città, molti al cisterna di Mamilla, distruggendo i loro monumenti e le loro chiese, inclusa la basilica del Santo Sepolcro. La città conquistata sarebbe rimasta nelle mani di Sassanidi per circa quindici anni fino a quando l'imperatore bizantino Eraclio I la riconquistò nel 629.
La Gerusalemme bizantina fu conquistata dagli eserciti arabi di ʿUmar ibn al-Khaṭṭāb nel 638 d.C.. Tra i musulmani della prima era dell'Islam fu indicata come Madinat bayt al-Maqdis ("Città del Tempio") limitata al Monte del Tempio. Il resto della città si chiamava "Iliya", riflettendosi al nome romano dato alla città in seguito alla distruzione del 70 d.C.: Aelia Capitolina.

## Cristianità
Secondo Eusebio di Cesarea, la chiesa di Gerusalemme fu dispersa due volte, nel 70 e nel 135, con la differenza che fra il 70 ed il 130 i vescovi di Gerusalemme hanno nomi evidentemente ebraici, dopo il 135 i vescovi di Aelia Capitolina appaiano essere greci. Le prove di Eusebio per la continuazione di una chiesa ad Aelia Capitolina sono confermate dal pellegrino di Bordeaux.

## Pianta della città

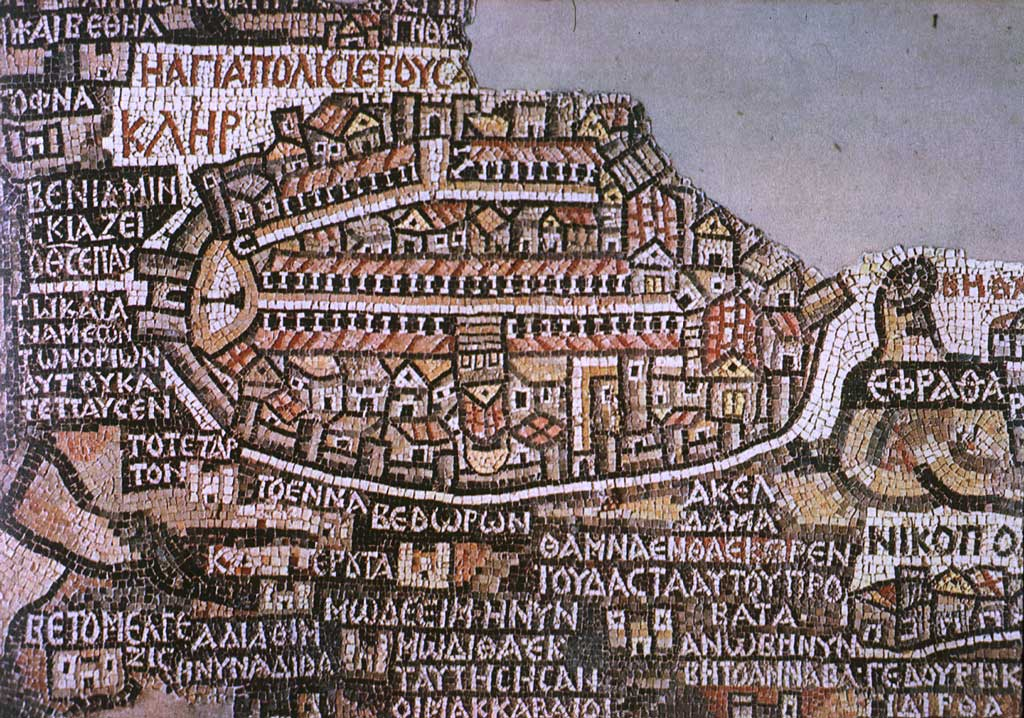
La rappresentazione della mappa di Madaba della Gerusalemme del VI secolo ha il Cardo Maximus, la strada principale della città, che inizia dalla porta settentrionale, l'odierna 'Porta di Damasco', e attraversa la città in linea retta da nord a sud fino alla "Chiesa di Nea"
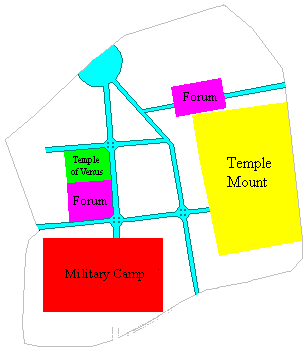
Le due coppie di strade principali - i cardi (nord-sud) e i decumani (est-ovest) - ad Aelia Capitolina
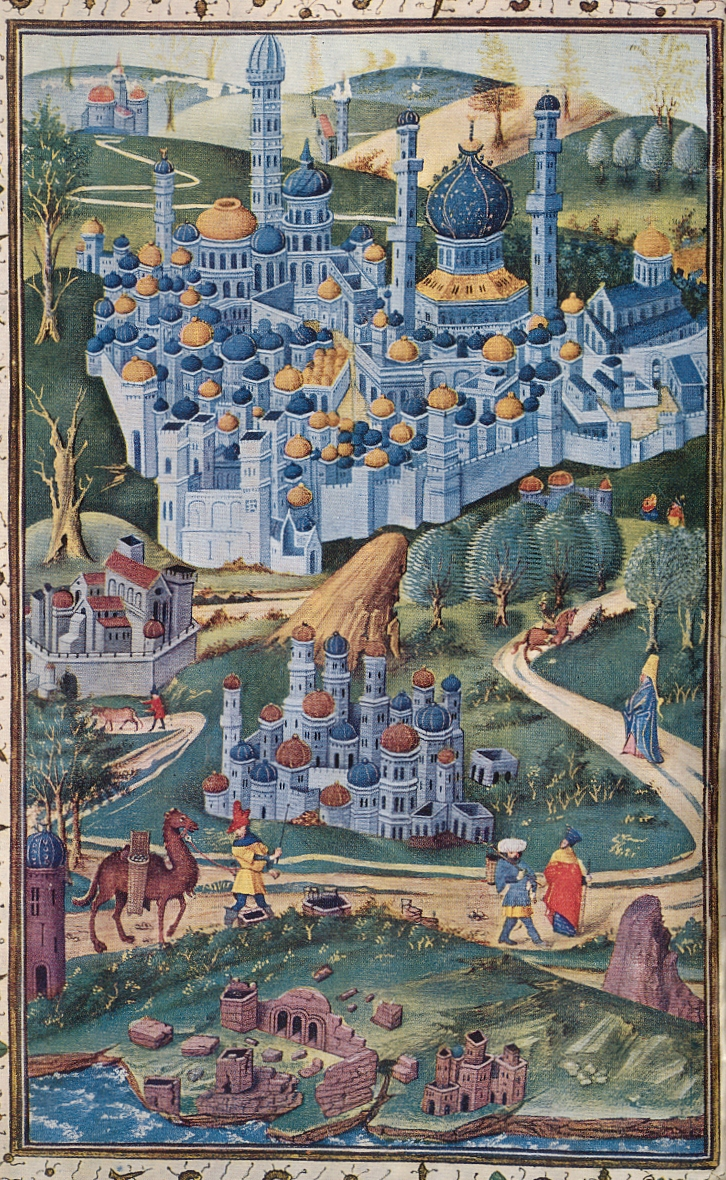
1455 dipinto della Terra Santa. Gerusalemme è vista da ovest; la Cupola della Roccia conserva ancora la sua forma ottagonale, sulla destra si erge Al-Aqsa, raffigurata come una chiesa.

Durante il periodo tardo romano la città era priva di mura, protetta da un leggero presidio della Decima Legione. Il distaccamento di Gerusalemme, che apparentemente si era accampato su tutta la collina occidentale della città, aveva il compito di impedire agli ebrei di tornare in città. L'imposizione romana di questo divieto continuò fino al IV secolo.
Il piano urbanistico di Aelia Capitolina era quello di una tipica città romana in cui le principali arterie intersecavano la rete urbana longitudinalmente e trasversalmente. La rete urbana si basava sulla solita strada centrale nord-sud (cardo) e sulla rotta centrale est-ovest (decumano). Tuttavia, mentre il cardo principale risaliva la collina occidentale, il Monte del Tempio bloccava la rotta verso est del decumano principale, fu così aggiunto altre due strade principali; il cardo secondario, che scorreva lungo la valle del Tyropoeon, ed il decumano secondario, che correva appena a nord del Monte del Tempio. Il principale cardo adrianeo terminava non molto oltre la sua congiunzione con il decumano, dove raggiunse l'accampamento della guarnigione romana, ma nell'era bizantina fu esteso sul campo precedente per raggiungere le mura meridionali della città.
I due cardini convergevano vicino alla Porta di Damasco e una piazza semicircolare copriva lo spazio rimasto; nella piazza fu costruito un monumento con colonnato, da cui il nome arabo per il cancello - Bab el-Amud (Porta della Colonna). I tetrapili furono costruiti nelle altre giunzioni tra le strade principali.
Questo modello stradale è tuttora conservato nella Città Vecchia di Gerusalemme. L'arteria originale, fiancheggiata da file di colonne e negozi, era larga circa 73 piedi (22 m), ma gli edifici si sono estesi sulle strade nel corso dei secoli e le moderne corsie che sostituiscono l'antica rete sono ora piuttosto strette. I resti principali del cardo occidentale sono stati ora esposti alla vista vicino all'incrocio con Suq el-Bazaar, e i resti di uno dei tetrapili sono conservati nella cappella francescana del XIX secolo all'incrocio tra la Via Dolorosa e Suq Khan ez-Zeit.
Come era normale per le nuove città romane, Adriano collocò il principale foro della città all'incrocio tra il cardo principale ed il decumano, ora sede del (più piccolo) Muristan. Adiacente al foro, all'incrocio tra lo stesso cardo e l'altro decumano, Adriano costruì un grande tempio dedicato a Venere, che in seguito divenne la Basilica del Santo Sepolcro; nonostante la distruzione dell'XI secolo, che ha comportato un'impronta molto più piccola della Basilica moderna, sono state trovate diverse mura di cinta del tempio di Adriano tra i resti archeologici sotto la Basilica. La Cisterna dello Struthion si trovava sul sentiero del decumano settentrionale, quindi Adriano posizionò una volta su di esso, aggiungendo un grande marciapiede in cima e trasformandola in un foro secondario; il pavimento è ancora visibile sotto il Convento delle Suore di Sion.